# Dystrykt Kharan
Dystrykt Kharan (urdu/beludżi: خاران) – dystrykt w południowo-zachodnim Pakistanie w prowincji Beludżystan. W 1998 roku liczył 206 909 mieszkańców (z czego 51,84% stanowili mężczyźni) i obejmował 35 630 gospodarstw domowych. Siedzibą administracyjną dystryktu jest Kharan.